# Lars Fredrik Nilson
Lars Fredrik Nilson (27 de maio de 1840 – 14 de maio de 1899) foi um químico sueco que descobriu o escândio em 1879.
Nasceu na paróquia de Skönberga em Östergötland, Suécia. O seu pai, Nikolaus, era um agricultor. A família mudou-se para Gotland quando Fredrik era ainda jovem. Após terminar os seus estudos liceais inscreveu-se na Universidade de Uppsala, e aí estudou Ciências Naturais. O seu talento para a química despertou a atenção do professor de química Lars Svanberg, um antigo aluno de Jöns Jakob Berzelius.
EM 1874 Nilson tornou-se professor associado de química, e a partir daí pôde dedicar mais tempo à investigação. Em 1879 descobriu o escândio enquanto trabalhava com terras raras. Durante este tempo também estudou a densidade gasosa dos metais o que tornou possível determinar a valência de vários metais.
Em 1882, foi nomeado diretor do departamento de investigação química da Real Academia Sueca de Agricultura e Florestas. A sua investigação foi parcialmente redirecionada a partir daqui. Efetuou estudos sobre o leite de vaca e várias forragens.
Nilson era mebro de várias academias e recebeu vários condecorações incluindo a Ordem da Estrela Polar.